# کرسپئو
کرسپئو (به اسپانیایی: Crespo) یک منطقهٔ مسکونی در آرژانتین است که در بخش پارانا واقع شده‌است. کرسپئو ۱۹٬۵۳۶ نفر جمعیت دارد و ۸۷ متر بالاتر از سطح دریا واقع شده‌است.